# ترزا ودرسپون
ترزا ودرسپون (انگلیسی: Teresa Weatherspoon؛ زادهٔ ۸ دسامبر ۱۹۶۵)بازیکن سابق و مربی بسکتبال اهل ایالات متحده آمریکا است.
وی در مسابقات کشوری و بین‌المللی در مجموع برندهٔ ۲ مدال طلا، ۱ مدال برنز شده‌است.